# Harmonia Caelestis
Harmonia Caelestis («Небесная гармония») — музыкальный барочный цикл из 55 духовных кантат, написанный венгерским князем и композитором Палом Эстерхази (1635—1713). Был завершён приблизительно в 1700 году, опубликован в Вене в 1711 году. Является первой попыткой создать венгерскую традицию в духовной музыке. Также цикл интересен тем, что в нём широко используются традиционные венгерские и немецкие мелодии.
Каждая кантата состоит из одной части. Они написаны для солиста, хора и оркестра, с использованием богатых комбинаций таких инструментов как скрипка, виола, виолон, арфа, фагот, теорба, флейты, трубы, орган и литавры. У некоторых кантат присутствуют оркестральные прелюдии и интерлюдии (под названиями «соната» и «риторнелла»). Роль хора сводится большей частью к гомофонным ансамблям. С другой стороны, роль сольной партии (чаще один голос, но есть и дуэты) разнится от кантаты к кантате (Ascendit Deus и Saule, quid me persequeris). Некоторые композиции обладают строфической формой (Ave maris stella), в других имеет место чередование сольных партий и рипиено, то есть тутти (Sol recedit igneus, Veni sancte spiritus). Очевидным видится влияние на цикл творчества композиторов-современников, творивших в XVII веке в Южной Германии (Кель, Шмельцер), Италии и Вене (Чести, Бертали, Драги, Циани). Но также стоит отметить и то, что там и тут используются народные венгерские мотивы, а две кантаты (Jesu dulcedo cordium и Cur fles Jesu) даже являются адаптациями венгерских хоралов. В последующие сто лет в сочинениях современников венгерскому народному музыкальному наследию практически не уделялось внимания.
Именем цикла назван роман венгерского писателя Петера Эстерхази, вышедший в 2000 году.